# Deutsches Jugendinstitut

Logo

Das Deutsche Jugendinstitut e. V. (DJI) ist ein sozialwissenschaftliches Institut für Forschung und Entwicklung in Deutschland. Es arbeitet in den Themenfeldern Kindheit, Jugend, Familie und den darauf bezogenen Politik- und Praxisbereichen. Das Deutsche Jugendinstitut wurde auf Beschluss des Deutschen Bundestages gegründet und besteht seit 1963. Es hat seinen Hauptsitz in München sowie eine Außenstelle in den Franckeschen Stiftungen in Halle (Saale).

## Struktur
Das DJI ist ein außeruniversitäres Forschungsinstitut, das Themen an der Schnittstelle zwischen unterschiedlichen wissenschaftlichen Disziplinen, föderalen Ebenen, Akteursgruppen, Politikbereichen und Fachpraxen bearbeitet. Es will dabei als Vermittlungsinstanz zwischen Wissenschaft, Politik und Fachpraxis fungieren.
Das Direktorium besteht aus der Direktorin Sabine Walper. der Forschungsdirektorin Susanne Kuger und dem Verwaltungsdirektor Andreas Hartmann. Direktor von 2002 bis 2021 war Thomas Rauschenbach. Zum 31. Dezember 2023 waren 424 Mitarbeiter in Voll- und Teilzeit beschäftigt. Von diesen Beschäftigten waren 276 wissenschaftliche Angestellte, 39 wissenschaftliche Hilfskräfte, 22 studentische Hilfskräfte und 87 Beschäftigte aus dem nicht-wissenschaftlichen Bereich (Projektsachbearbeitung, Verwaltung inkl. IT-Bereich, Abteilung Medien und Kommunikation). Träger des 1963 gegründeten Instituts ist ein gemeinnütziger Verein mit Mitgliedern aus Politik, Wissenschaft, Verbänden und Institutionen der Kinder- und Jugendhilfe sowie der Familienorganisationen. Der institutionelle Etat wird aber ganz überwiegend aus Mitteln des Bundesministeriums für Bildung, Familie, Senioren, Frauen und Jugend (und zu einem kleineren Teil von den Bundesländern) finanziert. Im Rahmen der Projektförderung kommen weitere Zuwendungen vom Bundesministerium für Bildung und Forschung sowie u. a. von Stiftungen, der Europäischen Kommission und von Institutionen der Wissenschaftsförderung.
Das Institut stellt die Geschäftsführungen für die Sachverständigenkommissionen zur Erstellung der Kinder- und Jugendberichte sowie der Familienberichte der Bundesregierung und wirkt zudem bei der nationalen Bildungsberichterstattung mit. Es informiert Politik, Fachpraxis sowie die interessierte (Fach-)Öffentlichkeit regelmäßig über seine Forschungsaktivitäten und -ergebnisse. Unter anderem mit der vier Mal jährlich erscheinenden Zeitschrift DJI Impulse (bis 2008 als DJI Bulletin) mit einer zusätzlichen englischsprachigen Ausgabe ebenso wie mit Büchern des DJI-Verlags, DJI-Buchreihen in Fremdverlagen sowie eine Fülle von Informationsmaterialien aus Forschungs- und Entwicklungsprojekten.
Das Institut veranstaltet wissenschaftliche Tagungen für Fachpersonal aus der pädagogischen Praxis und der Sozialverwaltung sowie für Akteure aus Wissenschaft, Politik, Wirtschaft, Verbänden und Medien. Es führt internationale Forschungsprojekte – insbesondere im Rahmen der EU – durch, beteiligt sich an internationalen Tagungen, pflegt Kontakte mit ausländischen Wissenschaftlern und betreut Gastwissenschaftler.

## Schwerpunkte
Die aktuellen Arbeitsschwerpunkte konzentrieren sich auf vier Bereiche:
- Forschung zu den Lebenslagen und zur Entwicklung von Kindern und Jugendlichen, zur Lage und zum Zusammenleben von Familien sowie zu den darauf bezogenen Leistungssystemen und Politiken des Erziehungs-, Bildungs- und Sozialwesens.
- Durchführung von Forschungsprojekten, die der Fachpraxis wirklichkeitsnahe Problemstellungen und Handlungslösungen anbieten. Die Resultate dieser Forschungsprojekte werden in unterschiedlichen Publikationsformen veröffentlicht. Dazu gehören: Lehrmaterialien, Datenbanken guter Beispiele in der (Fach-)Praxis, Handbücher für Praxismethoden und Implementationskonzepte.
- Politikberatung für Bund, Länder, Kommunen und die Europäische Union, insbesondere in den Feldern der Kinder-, Jugend-, Jugendhilfe- und Familienpolitik, aber auch in den Politikfeldern Bildung, Gesundheit, Justiz und Migration.
- Dienstleistung für Dritte als Praxis- und Fachberatung sowie Implementations- und Begleitforschung in den genannten Bereichen und in Form von Informationsbereitstellung für die (wissenschaftliche) Fachöffentlichkeit, die Praxis und die Medien.

## Veröffentlichungen
- Literatur von und über Deutsches Jugendinstitut im Katalog der Deutschen Nationalbibliothek
- Forschungsmagazin DJI Impulse des Deutschen Jugendinstituts
- Publikationen des Deutschen Jugendinstituts zum Download